# Аньйора
Аньйора (ісп. Añora) — муніципалітет в Іспанії, у складі автономної спільноти Андалусія, у провінції Кордова. Населення — 1540 осіб (2010).
Муніципалітет розташований на відстані близько 250 км на південний захід від Мадрида, 60 км на північ від Кордови.

## Демографія
Динаміка населення (INE ):

## Галерея зображень

Розташування муніципалітету у провінції Кордова
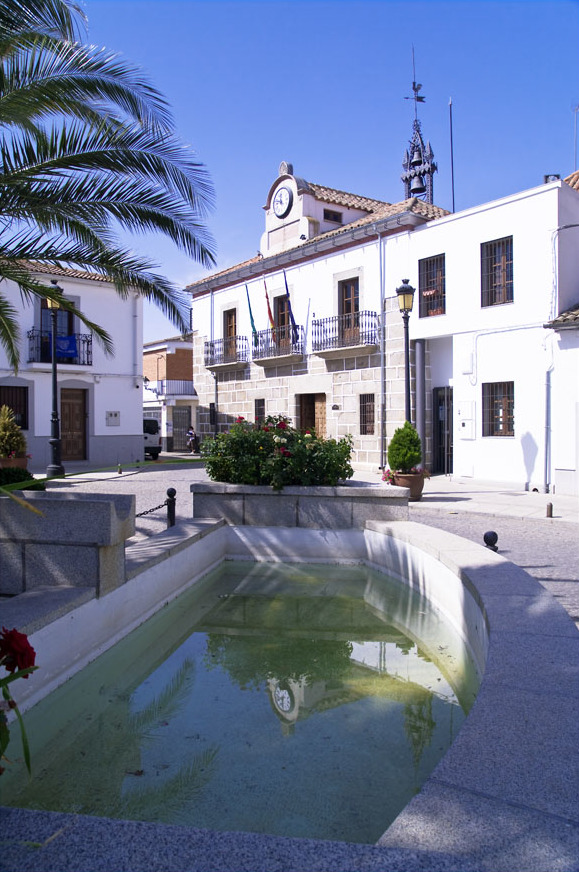
Муніципальна рада
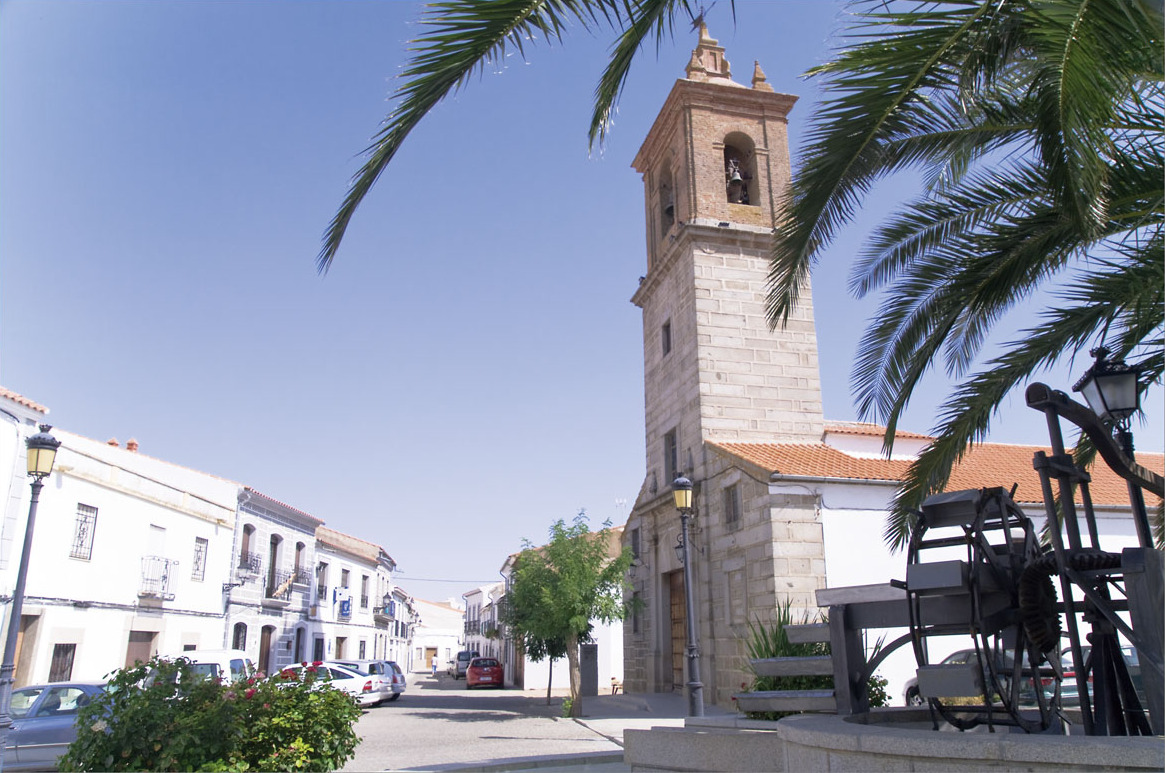
Церква Сан-Себастьян